# Buch (Mondkrater)
Buch ist ein alter Krater im südlichen Hochland des Mondes. Er liegt nordöstlich des Maurolycus-Kraters und ist von der Größe mit dem im Nordosten liegenden Krater Büsching vergleichbar.
Der Kraterrand ist mäßig erodiert, das Innere eben.
| Buchstabe | Position           | Durchmesser | Link |
| --------- | ------------------ | ----------- | ---- |
| A         | 41,06° S, 17,58° O | 18 km       |      |
| B         | 37,9° S, 16,93° O  | 6 km        |      |
| C         | 37,44° S, 17,18° O | 27 km       |      |
| D         | 39,68° S, 16,45° O | 7 km        |      |
| E         | 38,99° S, 16,45° O | 8 km        |      |